# بلدة سيلفان (مقاطعة واشتيناو)
سيلفان، مقاطعة واشتيناو (بالإنجليزية: Sylvan Township, Washtenaw County, Michigan)‏ هي بلدة تقع بولاية ميشيغان في الولايات المتحدة. تبلغ مساحتها 88 (كم²)، وترتفع عن سطح البحر 285 م، بلغ عدد سكانها 2833 نسمة في عام تعداد الولايات المتحدة 2010 حسب إحصاء مكتب تعداد الولايات المتحدة .

## وصلات خارجية
- The US50 - Cities and Towns in Michigan State
- Michigan Cities and Towns, Facts, Map, Flag, Colleges, Government, and More